# Erni Bieler
Pour les articles homonymes, voir Bieler.
Erni Bieler, nom de scène d'Ernestine Geisbiegler (née le 18 mai 1925 à Vienne, morte le 11 juillet 2002 dans la même ville) est une chanteuse autrichienne.

## Biographie
Malgré sa formation de soprano colorature, qu'elle achève en 1945, alors qu'on lui propose soit d'être chanteuse à Sankt Pölten, soit une choriste de l'opéra d'État de Vienne, elle se tourne vers la musique légère. Elle fonde le Vienna Terzett avec ses camarades Ina et Toni Winkler. Elle est également dans le Hot Club Vienna de Hans Koller.
Le nom de scène d'Erni Bieler vient du producteur de musique Gerhard Mendelson, qui lui obtient un contrat de disque en 1947. Elle fait ses débuts chez Astra-Schall et Harmona, elle enregistre d'autres titres avec Elite Special, entre autres avec Rudi Hofstetter et Peter Alexander.
Erni Bieler vient ensuite chez Polydor. Sa carrière de chanteuse solo et d'ensemble commence alors en 1954. Cependant, ce n'est qu'en 1956 qu'elle réussit à décrocher son premier succès Lass die Welt darüber reden avec les Music Boys. En 1958, elle participe à la sélection de l'Allemagne au Concours Eurovision de la chanson 1958.
En outre, elle enregistre des disques pour Heliodor sous le pseudonyme Kitty Sisters, elle interprète des versions en langue allemande de succès américains bien connus, par exemple de Nat King Cole, Teresa Brewer, Janis Martin et The Chordettes. La technologie multipiste permet à Erni Bieler de s'accompagner. L'orchestre de fond comprend simplement Max Greger, Horst Wende, Johannes Fehring et Erwin Halletz. Elle reprend notamment la partie vocale de Marianne Koch dans l'opérette Die Fledermaus avec Peter Alexander. Elle est chez Polydor jusqu'en 1962.
Après une carrière dans le schlager, elle enregistre brièvement des chansons d'opérette viennoise pour Amadeo et Ariola au milieu des années 1960. Suivent quelques productions radiophoniques. Puis elle se retire dans la vie privée avec le batteur de jazz Jula Koch (de).
Dans les années 1970 et au début des années 1980, elle est dans des émissions de télévision de succès anciens. Elle est vue pour la dernière fois à la télévision en 1996, où elle et Rudi Hofstetter présentent une sélection de ses anciens succès dans Musikantenstadl.